# Page (Arizona)
Pour les articles homonymes, voir Page.
Page est une ville d'Arizona située dans le comté de Coconino, à proximité du barrage de Glen Canyon.

## Histoire
Contrairement à d'autres villes locales, Page est de fondation très récente. En effet, c'est en 1957 qu'elle a été créée afin d'héberger les familles des ouvriers qui œuvraient au barrage de Glen Canyon, sur le Colorado, le terrain ayant été acquis par un échange avec les indiens Navajos. La ville s'élève sur la Mesa Manson à 1 300 mètres et à 180 mètres au-dessus du lac Powell et s'étend sur 43 km2.

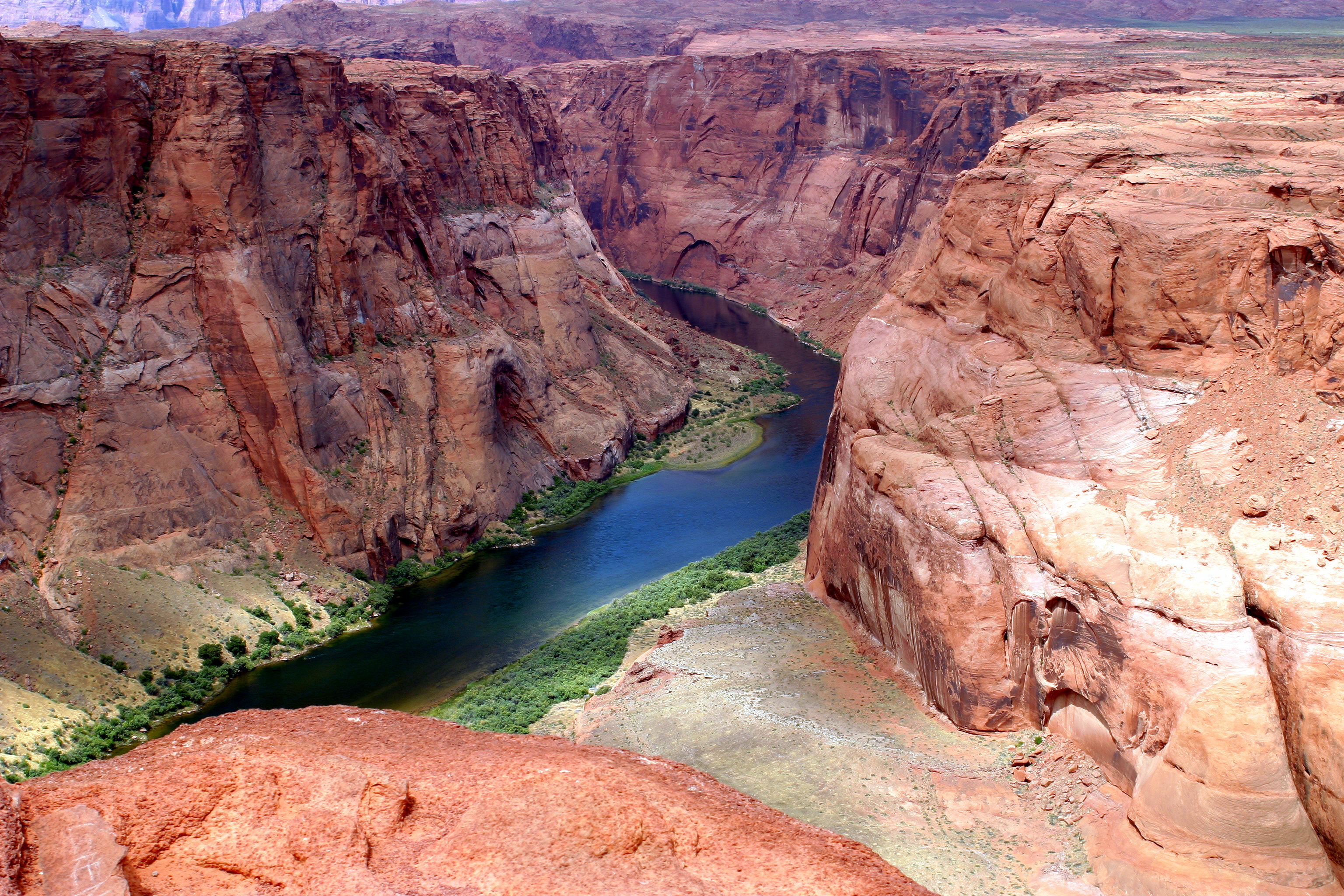
Le Colorado près de Page.

Quand le barrage a été rempli, dans les années 1960, la cité a continué de grandir, sa population atteignant les 6 800 habitants, encouragés à s'y installer par la construction de routes, ce qui lui a permis de devenir un important centre touristique, le Glen Canyon National Recreation Area attirant plus de trois millions de visiteurs par an. Page comporte de nombreux hébergements, restaurants, et plusieurs églises (douze côte à côte) de différentes confessions.
Page est aussi le lieu où se trouve la plus grande centrale électrique de l'ouest des États-Unis, le barrage de Glen Canyon ayant une capacité de 1 288 000 kilowatts.

## Démographie
| 1960  | 1970  | 1980  | 1990  | 2000  | 2010  |
| ----- | ----- | ----- | ----- | ----- | ----- |
| 2 960 | 1 439 | 4 907 | 6 598 | 6 809 | 7 247 |

## Dans la culture populaire
Plusieurs films ont été tournés à Page, comme Hulk, Superman 3 ou encore Broken Arrow.